# Coptocercus rotundiguttatus
Coptocercus rotundiguttatus là một loài bọ cánh cứng trong họ Cerambycidae.